# Otto Becker
Otto Becker (Großostheim, 3 de dezembro de 1958) é um ginete de elite alemão, especialista em saltos, campeão olímpico. 

## Carreira
Otto Becker representou seu país nos Jogos Olímpicos de 2000 e 2004, na qual conquistou a medalha de ouro nos saltos por equipes em 2000.